# Karpatos
Karpatos (gr. Κάρπαθος) – wąska i górzysta wyspa na Morzu Egejskim, położona pomiędzy Kretą a Rodos, kilkadziesiąt kilometrów od każdej z tych wysp. Druga co do wielkości wyspa Dodekanezu. W starożytności zamieszkana przez Dorów. Od V wieku p.n.e. należała do Związku Morskiego Aten. 
Leży w administracji zdecentralizowanej Wyspy Egejskie, w regionie Wyspy Egejskie Południowe, w jednostce regionalnej Karpatos, w gminie Karpatos. Główne miasto Pigadia.
19 maja 2016 niedaleko wyspy miała miejsce katastrofa lotu EgyptAir 804.